# 尖塔桥
尖塔桥（Ponte delle Guglie）是意大利威尼斯的一座拱桥，跨卡纳雷吉欧运河，靠近这条运河西端的聖塔露西亞車站。
在1285年，此处修建了一座木桥。1580年，改建为目前的砖石桥。